# Talón de Aquiles
El talón de Aquiles es una expresión que se emplea para referirse a la parte débil o vulnerable de una persona o cosa.

## Origen de la expresión

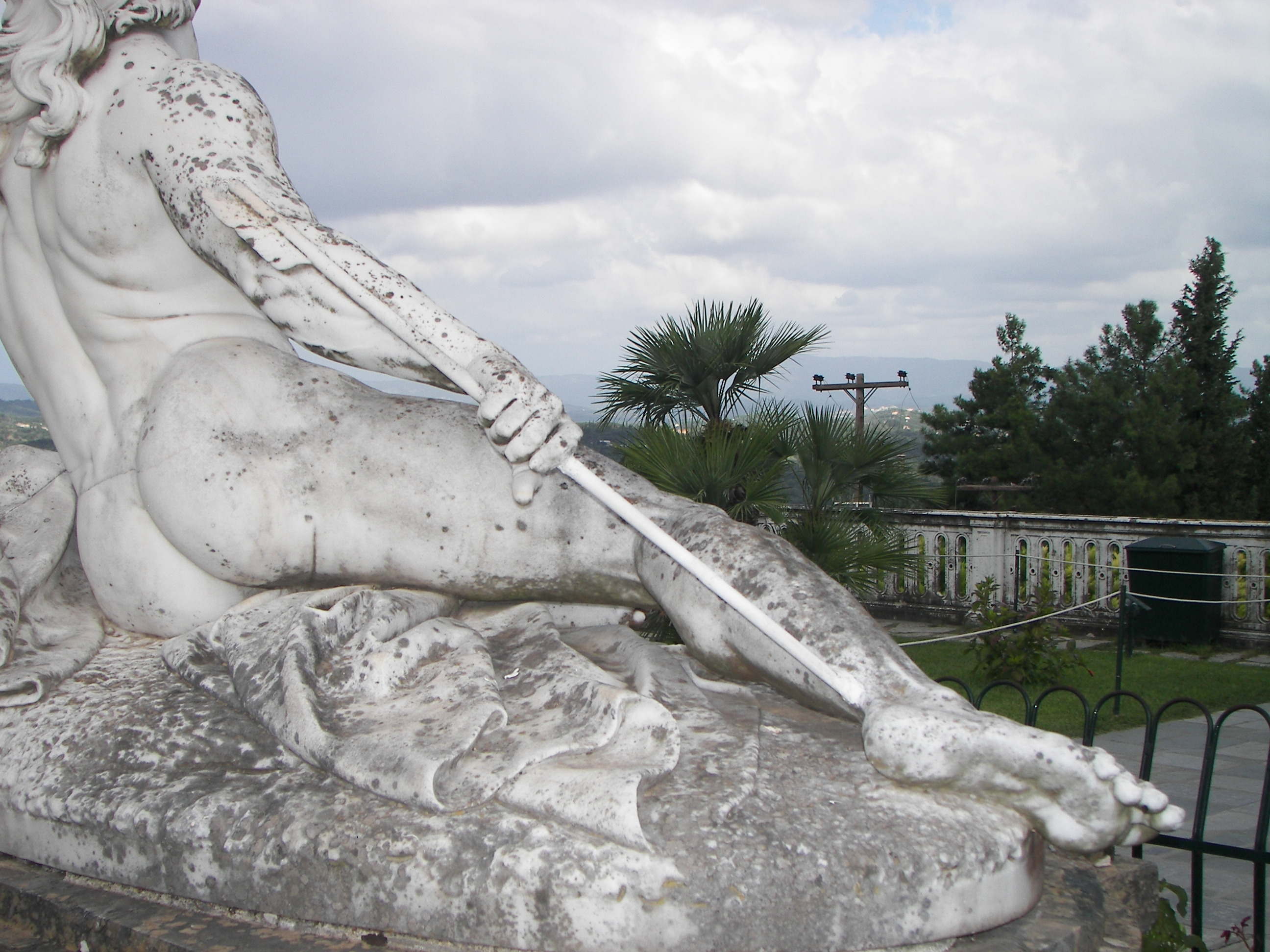
Estatua de Aquiles moribundo en el Aquileón, en Corfú.

Tiene su antiguo origen en el poema incompleto Aquileida (Achilleis), escrito por Estacio en el siglo I, que contiene una versión del mito del nacimiento de Aquiles que no aparece en otras fuentes: cuando Aquiles nació, Tetis intentó hacerlo inmortal sumergiéndolo en el río Estigia. Sin embargo, su madre lo sostuvo por el talón derecho para sumergirlo en la corriente, por lo que ese preciso punto de su cuerpo quedó vulnerable, siendo la única zona en la que Aquiles podía ser herido en batalla. No está claro si esta versión del mito se conocía anteriormente.
En otra versión de la historia, Tetis ungía al niño con ambrosía y lo ponía al fuego del hogar para quemar las partes mortales de su cuerpo. Fue interrumpida en estos quehaceres por Peleo, que arrancó con violencia al niño de sus manos y este quedó con un talón carbonizado. Tetis, enfurecida, abandonó a ambos. Peleo sustituyó el talón quemado de Aquiles por la taba del gigante Dámiso, célebre por su velocidad en la carrera. De ahí que se nombrara a Aquiles como «el de los pies ligeros» (podas ôkus).
En cualquier caso, durante el asedio de Troya, batalla final de la guerra librada entre griegos y troyanos, Paris mató a Aquiles clavándole una flecha envenenada en el talón. 
Sin embargo, ninguna de las fuentes anteriores a Estacio hace referencia a esta vulnerabilidad. Al contrario, en la Ilíada Homero menciona que Aquiles es herido: en el Libro XXI el héroe peonio Asteropeo, hijo de Pelegón, desafía a Aquiles junto al río Escamandro. Le arrojó dos lanzas a la vez, alcanzando una el hombro de Aquiles, «del cual brotó negra sangre». En la Ilíada, Héctor profetiza la muerte de Aquiles a manos de Paris y de Apolo en las puertas Esceas, pero no se detalla el modo en que se producirá.
Tampoco en los poemas fragmentarios del ciclo troyano en los que aparece una descripción de la muerte del héroe —Cipria (autor desconocido), Etiópida de Arctino de Mileto, Pequeña Ilíada de Lesques e Iliupersis de Arctino— hay rastro de referencias a su invulnerabilidad o su famoso talón. En vasijas pintadas posteriores representando la muerte de Aquiles, una flecha (o en muchos casos varias) alcanza su cuerpo.